# Sofía Asumanaki
Sofía Asumanaki (en griego: Σοφία Ασουμανάκη; Rétino, 25 de mayo de 1997) es una deportista griega que compitió en remo.
Ganó una medalla de plata en el Campeonato Mundial de Remo de 2015, en la prueba de doble scull. Participó en los Juegos Olímpicos de Río de Janeiro 2016, ocupando el cuarto lugar en la misma prueba.

## Palmarés internacional
| Campeonato Mundial | Campeonato Mundial     | Campeonato Mundial | Campeonato Mundial |
| Año                | Lugar                  | Medalla            | Prueba             |
| ------------------ | ---------------------- | ------------------ | ------------------ |
| 2015               | Aiguebelette (Francia) | Medalla de plata   | Doble scull        |